# Francisco Tatad

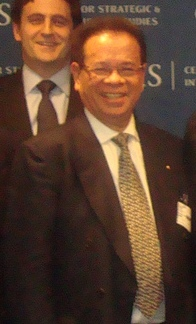
Francisco Tatad (2011)

Francisco „Kit“ Tatad (* 4. Oktober 1939 in Gigmoto, Provinz Catanduanes) ist ein ehemaliger philippinischer Journalist und Politiker.

## Leben
Nach dem Schulbesuch studierte er zunächst an der University of Santo Tomas. Im Anschluss absolvierte er ein postgraduales Studium der Wirtschaftswissenschaften am Zentrum für Kommunikationsforschung, der heutigen University of Asia and the Pacific. Nach Beendigung seines Studiums war er als Journalist und Reporter für die Tageszeitung Manila Bulletin tätig sowie als Korrespondent für die Agence France-Presse (AFP).
Zu Beginn der zweiten Amtszeit von Präsident Ferdinand Marcos wird er von diesem 1969 zum Informationsminister ernannt und wurde mit knapp dreißig Jahren damit jüngstes Mitglied des Kabinetts in der Geschichte der Philippinen. In seiner Funktion als Informationsminister war er verantwortlich für Pressekonferenzen sowie die Verbreitung von Nachrichten durch die staatlich kontrollierten Massenmedien, insbesondere nach der Verhängung des Kriegsrechts im Zuge der zunehmend diktatorischeren Herrschaft von Präsident Marcos am 21. September 1972.
1978 wurde er zum Mitglied in den Kongress (Batasang Pambansa) gewählt und gehörte diesem auch nach seinem Rücktritt als Minister im Jahr 1980 noch bis 1984 an.
Nach dem Sturz von Ferdinand Marcos im Zuge der EDSA-Revolution im Februar 1986 nahm er seine Tätigkeit als Journalist wieder auf und verfasste in der Folgezeit Artikel für zahlreiche international anerkannte Zeitungen wie International Herald Tribune, The Asian Wall Street Journal, Far Eastern Economic Review, The Washington Quarterly, Business Day und Philippine Daily Globe. Danach war er von 1989 bis 1991 Chefredakteur und Herausgeber von Philippines Newsday.
Bei der Wahl vom 11. Mai 1992 wurde er als Kandidat der Nationalist People’s Coalition (NPC) zum Mitglied des Senats gewählt und erreichte dabei von 24 gewählten Senatoren des 22. Ergebnis. Bei der darauffolgenden Wahl vom 8. Mai 1995 wurde er dann für die Laban ng Demokratikong Pilipino (LDP) mit dem achtbesten Ergebnis für eine sechsjährige Amtszeit wieder zum Senator gewählt und war in der Folgezeit vom 10. Oktober 1996 bis zum 26. Januar 1998 erstmals als Majority Floor Leader Führer der Mehrheitsfraktion im Senat.
Anschließend kandidierte er bei den Präsidentschaftswahlen vom 11. Mai 1998 für die People’s Reform Party (PRP) für das Amt des Vizepräsidenten als „running mate“ an der Seite von Miriam Defensor Santiago, die für das Amt der Präsidentin kandidierte. Bei der Wahl belegte er jedoch hinter Gloria Macapagal-Arroyo und anderen Kandidaten mit 2,91 Prozent lediglich den fünften Platz, während Miriam Defensor Santiago mit 2,96 Prozent der Wählerstimmen hinter Joseph Estrada und weiteren Kandidaten sogar nur das siebtbeste Ergebnis erhielt.
Am 12. Juli 2000 wurde er erneut Führer der Mehrheitsfraktion und übte diese Funktion diesmal bis zu seinem Ausscheiden aus dem Senat am 30. Juni 2001 aus.